# Грачи (Тюменская область)
Грачи — деревня в Казанском районе Тюменской области России. Входит в состав Дубынского сельского поселения.

## Климат
Климат континентальный с холодной продолжительной зимой и тёплым относительно коротким летом. Средняя температура воздуха самого холодного месяца (января) — −18 °C (абсолютный минимум — −45 °C). В летние месяцы температура может повышаться до 40 °C. Безморозный период длится в среднем 115—125 дней. Среднегодовое количество атмосферных осадков составляет 350 мм, из которых большая часть выпадает в тёплый период.

## История
До 1917 года входила в состав Дубынской волости Ишимского уезда Тюменской губернии. По данным на 1926 год состояла из 165 хозяйств. В административном отношении являлась центром Грачевского сельсовета Ильинского района Ишимского округа Уральской области.

## Население
| 2010 |
| ---- |
| 601  |

По данным переписи 1926 года в деревне проживало 790 человек (364 мужчины и 426 женщин), в том числе: русские составляли 96 % населения, татары — 2 %.
Согласно результатам переписи 2002 года, в национальной структуре населения русские составляли 86 % из 815 чел.